# Torre Provisora
Torre Provisora – wieżowiec w Caracas w Wenezueli. Budynek zaprojektowany został przez architekta Gustavo Wallisa. 
Budowa rozpoczęła się w 1970, a zakończyła się w 1973.  Ma tu siedzibę firma ubezpieczeniowa o tej samej nazwie.

## Historia
Kontrakt został przyznany konsorcjum Integral Fertec. Firma ogłosiła konkurs na projekt, który wygrali architekci Francisco Pimentel, Bernardo Borges i Pablo Lasala. Prace rozpoczęto w 1971 roku, a otwarcie budynku nastąpiło  w 1973 roku. Wieża ma 117 metrów wysokości i 24 piętra do użytku komercyjnego. Na ostatnich trzech piętrach umieszczono dwa zegary szwajcarskiej firmy Patek po wschodniej i zachodniej stronie fasady, a na północnej i południowej nazwę wieży.

## Właściciel
W 1914 roku Ramón Eduardo Tello założył firmę ubezpieczeniową La Equitativa. W 1930 roku zmieniono nazwę na Seguros La Previsora. W latach 70. XX wieku zbudowano Torre La Previsora, która stała się nową siedzibą firmy. Budowa kosztowała 34 miliony boliwarów. Symbol wieży znalazł się w logo firmy Seguros La Previsora.

## Lokalizacja
Budynek jest zlokalizowany pomiędzy ulicą Abrahama Lincolna i skrzyżowaniem z Las Acacias, Bolivia i Valparaíso. Jest doskonale widoczny z wielu części miasta.